# Католицька церква в Ісландії
Като́лицька це́рква в Ісла́ндії — друга християнська конфесія Ісландії. Складова всесвітньої Католицької церкви, яку очолює на Землі римський папа. Керується конференцією єпископів. Станом на 2004 рік у країні нараховувалося близько 5000 католиків (1,72% від усього населення). Існувало 1 діоцезій, які об'єднували 4 церковних парафій.  Кількість  священиків — 11 (з них представники секулярного духовенства — 6, члени чернечих організацій — 5), постійних дияконів — 0, монахів — 5, монахинь — 34.

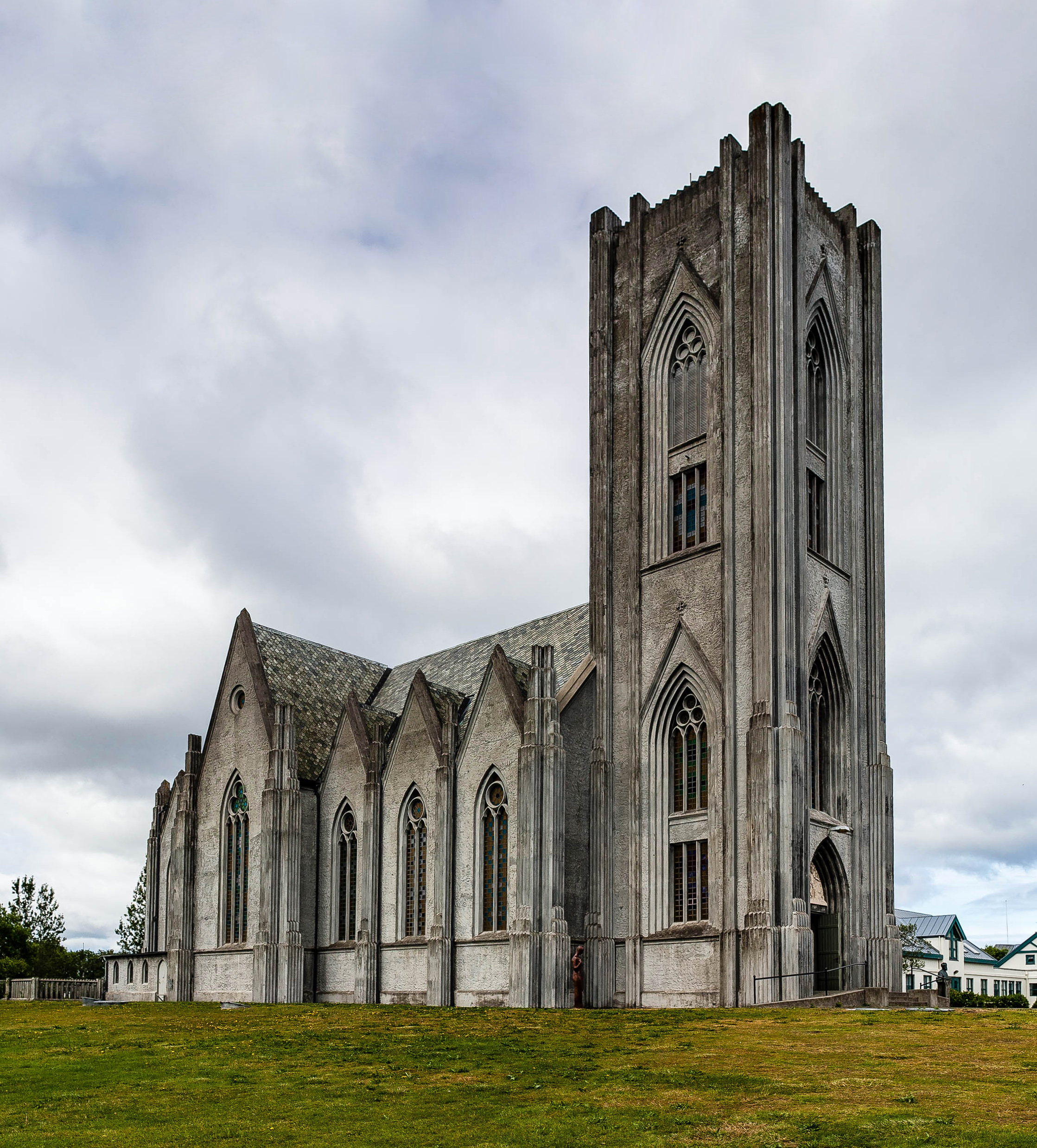
Dómkirkja Krists Konungs (Рейк'явік)
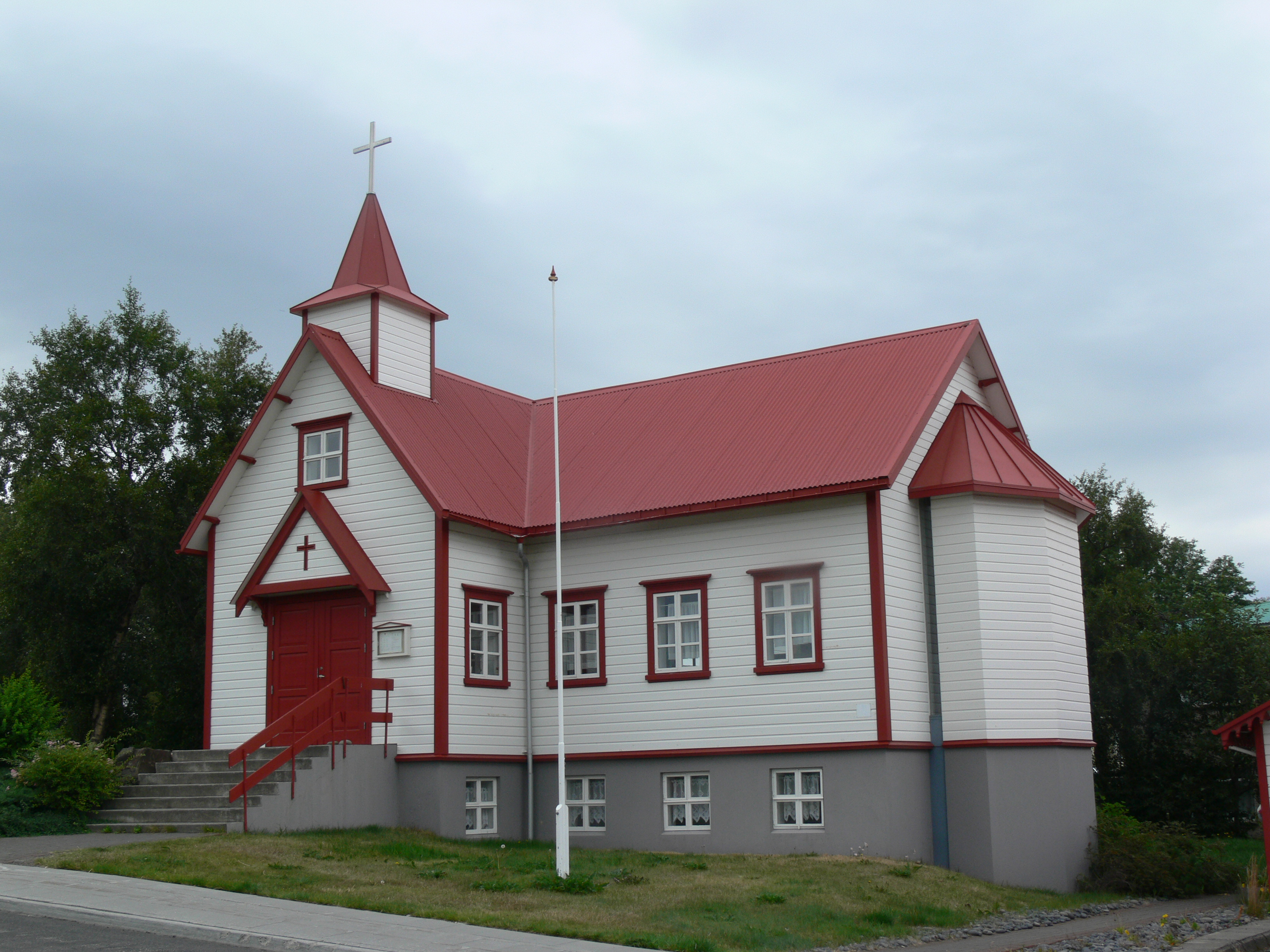
St. Péturskirkja (Акурейрі)
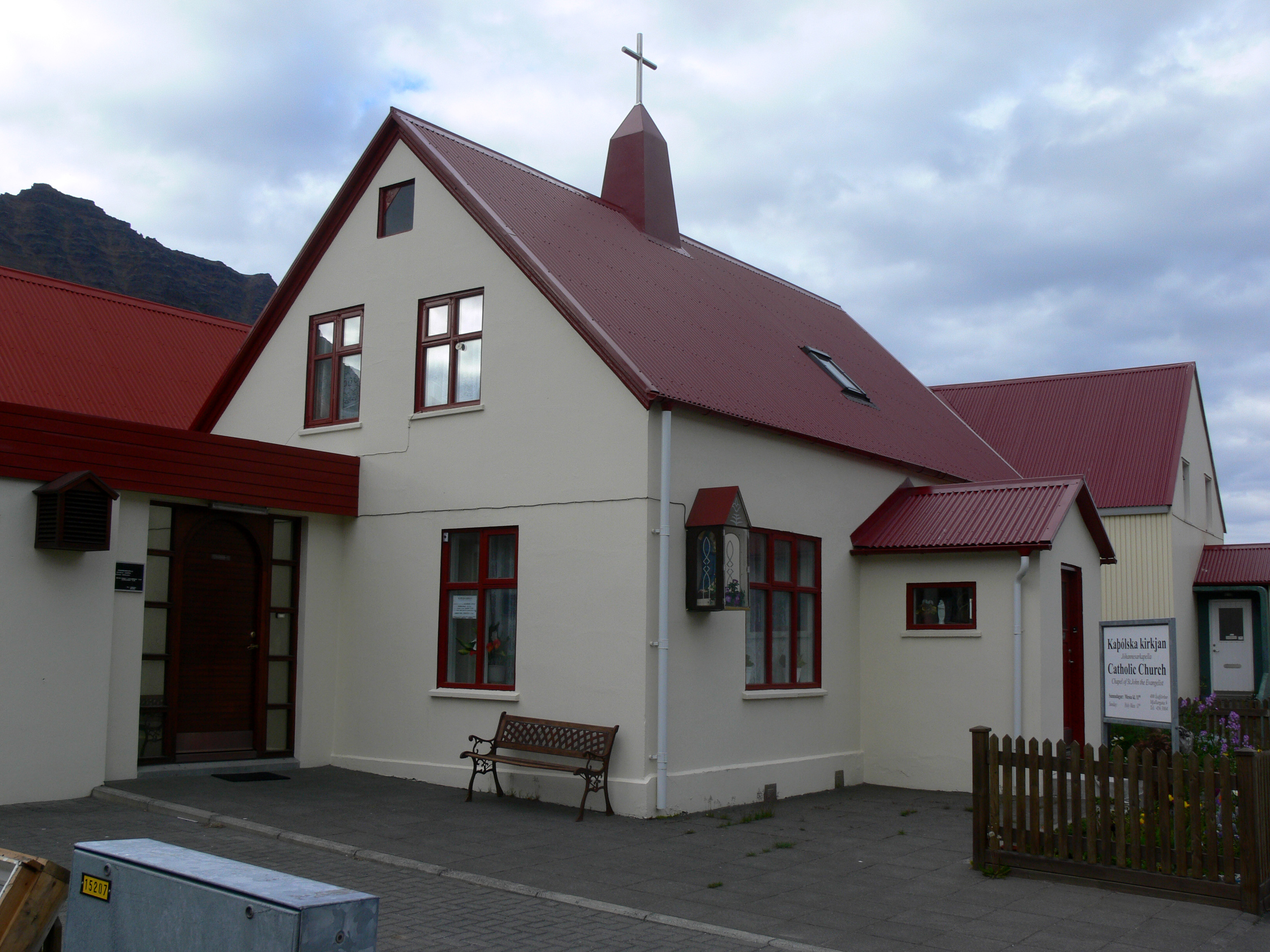
St. Jóhannesarkirkja (Ісафіордюр)
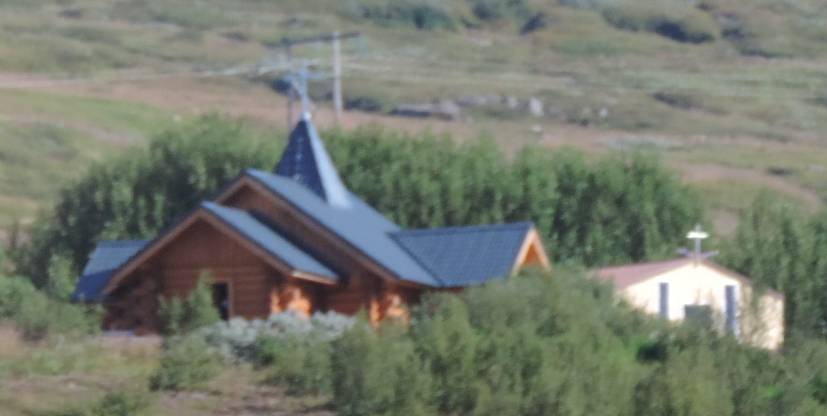
St. Þorlákskirkja (Reyðarfjörður)